# Carrera de la Solidaridad

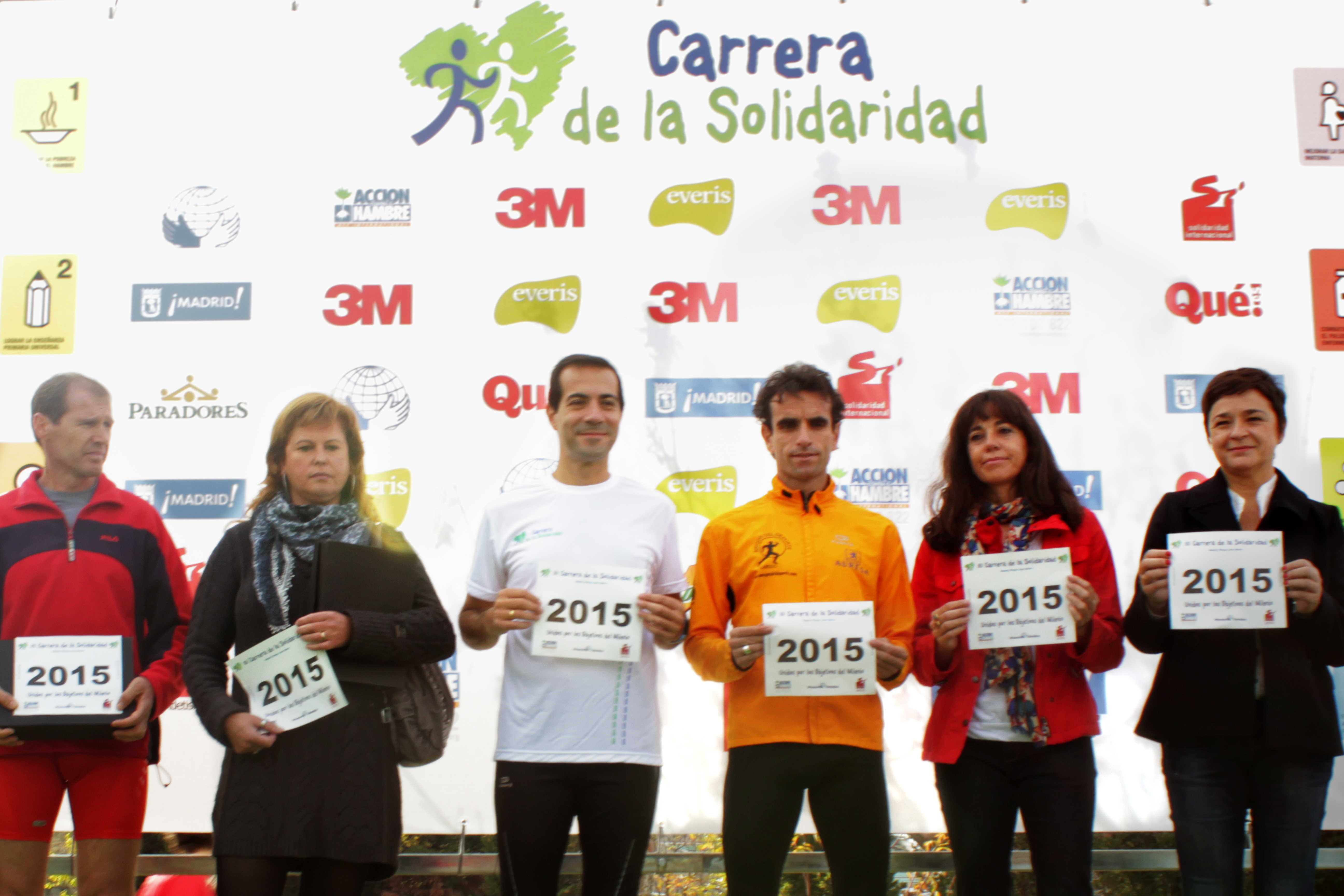
En la Carrera de la Solidaridad 2011 se pide el cumplimiento de los Objetivos de Desarrollo del Milenio

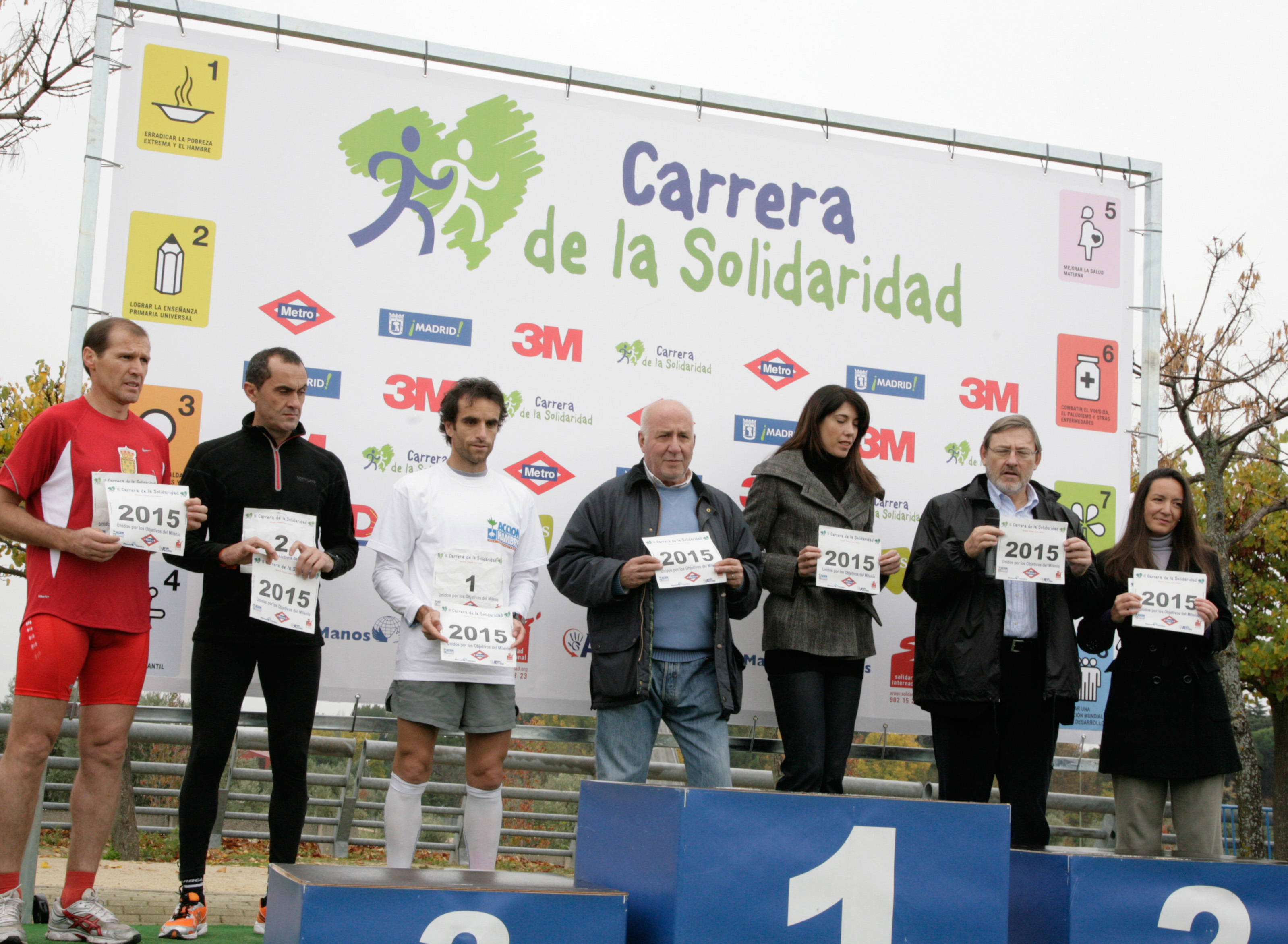
En la Carrera de la Solidaridad 2010 se pide el cumplimiento de los Objetivos de Desarrollo del Milenio

La Carrera de la Solidaridad es una carrera atlética de carácter popular que tiene lugar cada año en Madrid y otras ciudades españolas, con el objetivo de fomentar el ejercicio físico, la participación ciudadana en la difusión de actitudes solidarias de una forma atractiva, activa y festiva, así como colaborar mediante la captación de fondos con distintos proyectos llevados a cabo por destacadas ONG.
Hasta la fecha la "Carrera de la Solidaridad" ha colaborado, entre otras, con instituciones como Acción Contra el Hambre, Ayuda en Acción, Manos Unidas, Médicos del Mundo, Cáritas Española, Cruz Roja Española y Banco de Alimentos.
La carrera está promovida en colaboración con Fabián Roncero, premio Príncipe de Asturias de los deportes y campeón de la copa del mundo de maratón, y en su comité de honor figuran destacados deportistas de distintos especialidades, como el campeón del mundo de maratón, Martín Fiz, tenistas como Emilio Sánchez Vicario, David Ferrer o Juan Carlos Ferrero, atletas como Juan Carlos Higuero, campeón de Europa de 1.500 metros, o Juan Carlos de la Ossa, la campeona de Europa de Judo Sara Álvarez, o el campeón mundial de triatlón  Iván Raña, entre otros muchos.
Se comenzó a celebrar en 2009 como un vehículo de sensibilización para apoyar y difundir los Objetivos de Desarrollo del Milenio, adoptados por la Asamblea General de las Naciones Unidas en el año 2000. y tiene lugar cada año en un fin de semana próximo al "Día de la Solidaridad Internacional", habiéndose convertido en el mayor acto conmemorativo que se organiza en España con motivo de esa efeméride.
La inscripción en la misma es abierta, pudiendo inscribirse tanto atletas federados como no federados, y personas de todas las edades.
La carrera estuvo presidida en su primera edición por Carlota Castrejana, directora general de Deportes de la Comunidad de Madrid y excampeona de Europa de triple salto, en la 2010 por el Secretario de Estado para el Deporte, Jaime Lissavetzky y en sucesivas ediciones por el Consejero de Asuntos Sociales de la Comunidad de Madrid, Salvador Victoria y Coordinadora en España de la Campaña del Milenio de las Naciones Unidas, Amalia Navarro.
Tradicionalmente antes del inicio de la carrera se hace un homenaje a algún o algunos deportistas destacados. El equipo ganador de la Copa del Mundo de Maratón 1997 (Abel Antón, Martín Fiz, Diego García, Fabián Roncero, Alberto Juzdado y José Manuel García), el equipo ganador del histórico triplete de maratón en el Campeonato Europeo de Helsinki 1994 (formado por Martín Fiz, Diego García y Alberto Juzdado, que se considera el mayor hito colectivo del atletismo español), Jesús España (campeón de Europa de 5.000 m y 6 veces Campeón de España de 5.000 m y 5 veces de 3.000 m) o Arturo Casado (campeón de Europa de 1.500 metros y 6 veces Campeón de España de esa misma distancia) han sido algunos de los deportistas que han recibido reconocimiento en esta carrera.
La cobertura de los medios suele ser muy amplia. Ver por ejemplo el enlace a la noticia emitida en el telediario de TVE1,